# Russell Trall

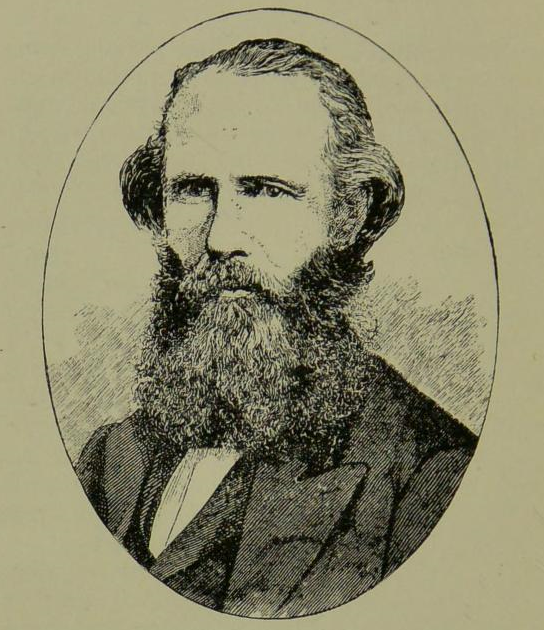
Russell Trall

Russell Thacher Trall (* 1812; † 1877) war ein US-amerikanischer Alternativmediziner.

## Leben
Trall gründete 1852 das Hygieo-Therapeutic College in New York. Dieses Institut war die erste derartige Einrichtung, die Frauen und Männern die gleichen Ausbildungsbedingungen gewährte, und etwa ein Drittel der dort Studierenden waren Frauen. Zu Tralls Schülern gehörte auch John Harvey Kellogg.
Tralls Lehrmeinungen waren von Sylvester Graham und Isaac Jennings beeinflusst. Er berief sich darüber hinaus auf die Genesis, wenn er für vegetarische Ernährung plädierte.
Seine bevorzugten unterstützenden Maßnahmen waren eine vegetarische Diät sowie Hydrotherapie und Massagen.
Während des Bürgerkriegs lehrte Trall, der großen Zulauf hatte, an der Smithsonian Institution. Er publizierte zahlreiche Bücher und wurde schließlich Vizepräsident der American Vegetarian Society.
Einflüsse Tralls zeigten sich im 20. Jahrhundert bei Herbert Shelton.

## Schriften
- The True Healing Art: Or, Hygienic vs. Drug Medication, New York, Fowler & Wells, repr. 1880